# Eunidiopsis bicolor
Eunidiopsis bicolor är en skalbaggsart som beskrevs av Stefan von Breuning 1939. Eunidiopsis bicolor ingår i släktet Eunidiopsis och familjen långhorningar. Inga underarter finns listade i Catalogue of Life.